# بازی‌های جهانی سوارکاری ۲۰۲۲
بازی‌های جهانی سوارکاری ئی‌سی‌سی‌اُ ۲۰۲۲ در هرنینگ دانمارک میزبانی خواهد شد.این مسابقات نهمین دوره از بازی‌های جهانی سوارکاری خواهد بود که توسط فدراسیون بین‌المللی سوارکاری هرچهارسال یکبار برگزار می‌شوند. برای بخش تیمی رشته‌های درساژ و پرش با اسب این نخستین باری خواهد بود که نتایج آن برای صعود به بازی‌های المپیک تابستانی ۲۰۲۴ مورد استفاده قرار خواهد گرفت.